# 朱曼芳
朱曼芳（1941年9月—），女，上海人，中国电影演员，上海电影制片厂演员，中国电影金凤凰奖特别荣誉奖得主。

## 家庭
女儿邬君梅。